# Haplogrupo B (ADNmt)
En genética mitocondrial humana el haplogrupo B uno de los grupos mitocondriales humanos (ADNmt). Se cree que apareció en el Extremo Oriente hace unos 50.000 años, se derivó del haplogrupo mitocondrial R y está determinado por los marcadores 8281-8289d y 16189.
En su libro The Seven Daughters of Eve, Bryan Sykes llamó a la mujer que originó este haplogrupo mitocondrial Ina.

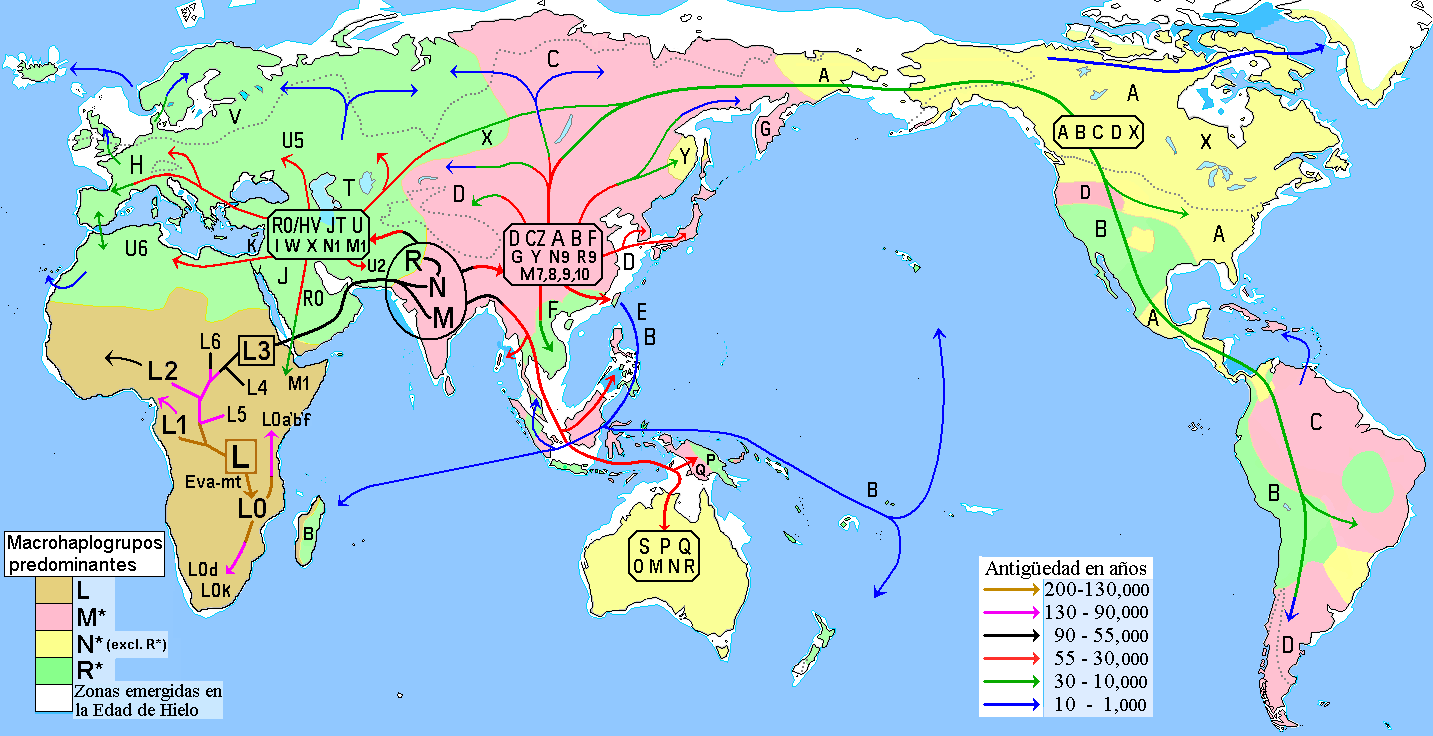
En poblaciones nativas de América y Extremo Oriente, zonas de predominio del Haplogrupo B en color verde.

## Origen
El haplogrupo B está relacionado con el haplogrupo R11, el cual está disperso en Oriente y parte de la India; así pues, B podría estar relacionado con los primeros pobladores que llegaron al Asia Oriental hace unos 50.000 años provenientes del Sur de Asia, atravesando zonas tropicales y de abundante vegetación en plena Edad de hielo. Tomando en cuenta que es en China donde se encuentra la mayor diversidad y población del haplogrupo B, éste se habría originado en el Extremo Oriente, probablemente entre el Sur de China y Sudeste de Asia.
Otras versiones (véase enlaces externos), consideran a B originado en Asia Central hace 39.000–52.000 años. Pero esta teoría implica una migración en difíciles condiciones, pues para ello, los aún primitivos pobladores habrían tenido que recorrer una larga distancia, bordeando el Himalaya por el norte y atravesando zonas entre los desiertos árido y alpino, incluyendo los inviernos polares propios del clima y la geografía característica de la edad de hielo, por lo que esta vía no parece la más probable.

## Distribución
Este haplogrupo es característico de todo Eurasia Oriental, América, Oceanía y Madagascar. El haplogrupo B se encuentra con mayor población en Asia Oriental. El subgrupo B2 es uno de los 5 grupos haploides o haplogrupos que se encuentran en los pueblos indígenas de América. Los otros son los haplogrupos A, C, D y X.
Como los modelos de migración al Nuevo Mundo suponen que los primeros pobladores llegaron de Siberia, parecería sorprendente que el haplogrupo B fuera el único que no se encontrase en poblaciones siberianas actuales. Sin embargo, en realidad el haplogrupo B sí se ve entre siberianos del Sur, como los tuvanos, altayos, buriatos, mongoles, jakasios, telenguites y yakutos, aunque en bajas frecuencias; y en algunos siberianos del norte como los evenkis.

### Asia
- Asia Oriental: En China tiene un promedio aproximado del 17%, con las frecuencias más altas al Sur; destaca la ciudad de Cantón con 30%,[1] siendo también importante en Hong Kong (20%), Wuhan y Yunnan (19%). Fuera de China encontramos en aborígenes de Taiwán 32%,[4] han de Taiwán 17%, en Corea 14.5%[5] y Japón 13%.[6]

- Sudeste Asiático: Muy común en toda la región, tanto en aborígenes como en la población en general. Destaca las Filipinas donde es el haplogrupo más frecuente sumando un 33%[4] y es también común en Tailandia, Malasia, Indonesia, Indochina, en las islas indias de Nicobar, etc.

- Otras zonas de Asia: Muy extendido pero en bajas frecuencias en Asia Central y Sur de Siberia. Aisladamente en el Sur de Asia.

### América
- Sudamérica: El haplogrupo B1 es típico de la zona andina quechua-aimara en una región equivalente a lo que fue el Imperio incaico. Las frecuencias más importantes están en el Altiplano andino, con un 88% en la región del Titicaca;[7] entre las poblaciones aymara se ha registrado una frecuencia de 74%.[8] El haplogrupo B se registra en comunidades aimara con frecuencias entre 67% y 93,9%[9] y en quechuas del Perú 37 a 68%.[10] En San Pedro de Atacama (Norte de Chile) 81%.[11] B es también predominante entre los wounaan[12] y otras poblaciones de la región colombiana del Pacífico[13] y en ciertas etnias en forma aislada, como en los yuco-yupka de Colombia,[12] oriundos de Churuguara (Venezuela) y xavantes del Mato Grosso (Brasil).

- Centroamérica: Destacan los boruca de Costa Rica con 71%.[11]

- Norteamérica: Típico en el llamado lejano oeste norteamericano, especialmente en el Arizona y Baja California en nativos kiliwa, mojave, yavapai y en general en hablantes de lenguas yumanas.[10]

### Oceanía y Madagascar
Los navegantes austronesios colonizaron desde Indonesia las islas del Pacífico y Madagascar, expandiendo las lenguas malayo-polinesias y dispersando el haplogrupo B. Según promedio de algunas fuentes, las más altas frecuencias están en Polinesia con 98% y Micronesia 83%; encontrando en la isla de Nueva Guinea 20% y en las demás islas de Melanesia 36% como promedio.

## Subclados
El haplogrupo B (16189, 8281-8289d) presenta 3 clados: B4, B5 y B6 (o B7).

### B4
B4 (16217) es el clado principal y está extendido en todo el Extremo Oriente, Siberia, América y Oceanía.
- (16261)
  - B4a: Importantes frecuencias al Sur de China (especialmente en Guangdong), Corea, Taiwán, Vietnam y Tailandia.
    - B4a1
      - B4a1a: En Extremo Oriente, especialmente en las Molucas (24,19%), Filipinas (10.9%), algunas islas de Indonesia y en cuatro de las etnias aborígenes de Taiwán, alcanzando entre los amis del este de la isla una frecuencia de 44,9%.[16]
        - B4a1a1
          - PM o B4a1a1a (16247): La variante conocida como Polynesian motif[17] pues registra la alta frecuencia de 77.6% en Polinesia,[18] se encuentra en proporciones menores en Melanesia, Este de Indonesia y en Madagascar con un 22% donde presenta una variante típica.[19]

      - B4a1b: En Corea
      - B4a1c; En Asia Oriental y Sur de Siberia.

    - B4a2: En Japón, Taiwán y Filipinas.

  - B4g: Encontrado en China.
- B4b'd'e (827, 15535)
  - B4b: 499A 4820A 13590A. Asia Oriental, Sur de Siberia y América.
    - B2: 3547G 4977C 6473T 9950C 11177T. Exclusivo de los amerindios y extendido en Norte, Centro y Sudamérica. Alta frecuencia en la región andina sudamericana y Aridoamérica (Oeste de América del Norte).
      - B2a: 16111T 16483A. En México y Estados Unidos.[20]
      - B2b: En Sudamérica y el caribe.[21][22]
      - B2c: En México[23] y Canadá.[24]
      - B2d: En Norteamérica y en los wayúu.[22]
      - B2ak: subhaplogrupo característico de la región de Central Argentina (CA) y del Centro Oeste de Argentina (COA). Se define por la mutación en la posición 11590.[25] Presenta una gran diversidad genética interna, y dentro de B2ak, se ha diferenciado B2ak1 definido por una transición en la posición 16142. Este clado está presente en una muestra antigua de Pampa Grande, Salta, inferido por la presencia de B2 + 16142.[26] Geográficamente, B2ak es muy frecuente en el Centro y Centro Oeste de Argentina, aunque se encuentra ocasionalmente en los Andes Centrales, Gran Chaco, Patagonia, Bolivia y Chile. La mayor frecuencia y diversidad de este clado en CA y COA sugiere que se originó en estas regiones y se dispersó desde allí[25] En cuanto a su temporalidad, B2ak tiene una importante profundidad, con una edad de coalescencia estimada de 8.945 años antes del presente (ybp). Las edades de coalescencia para los nodos más externos de los clados locales, incluyendo B2ak1 y B2ak1a, sugieren un crecimiento poblacional entre 7.200 y 4.200 ybp. Este subhaplogrupo está altamente representado en muestras antiguas, con un rango de antigüedad entre ∼550 y ∼5.000 ybp, y se sigue encontrando en poblaciones actuales, lo que apoya la hipótesis de continuidad poblacional a largo plazo en la región[25]

    - B4b1: Especialmente en aborígenes de Taiwán. Disperso en Asia Oriental, Filipinas y Molucas.[4] Encontrado entre los pijaos de Coyaima (Colombia).[27]

  - B4d: En China y Siberia.
  - B4e
- B4c (3497, 16311)
  - B4c1: Especialmente en Filipinas.
  - B4c2: Encontrado en Uzbekistán, Tailandia y Tonga.
- B4f: En Ryukyu

### B5
B5 (709, 8584, 9950, 10398, 16140) está extendido en toda Asia Oriental y Sudeste de Asia.
- B5a: Se encuentra principalmente en el Sudeste de Asia. Es típico de Tailandia, Malasia, Indonesia, Hong Kong y Taiwán. Es especialmente frecuente en Nicobar con un 30%.[28]
- B5b: Especialmente en Japón, Luzón (Filipinas) y Qinghai (China). En nativos batek (semang) de Malasia alcanza 45%.[29]

### B6
B6 o B7 (9452, 13928C) se encuentra en China y Filipinas.

## Mutación paralela
Dentro del haplogrupo B se habría dado el caso de una mutación paralela coincidente, lo que dificulta su definición y filogenia, por lo que pudo haberse dado los siguientes casos:
- B estaría definido por la mutación 16189.[30] Esto significaría que la mutación 8281-8289d habría sido paralela según el siguiente esquema:[31]

|  | B4 (16217) |
|  |            |
|  | B5         |
|  |            |

|  | R11             |
|  |                 |
|  | B6 (8281-8289d) |
|  |                 |

|  | B4 (16217) |
|  |            |
|  | B5         |
|  |            |

|  | R11             |
|  |                 |
|  | B6 (8281-8289d) |
|  |                 |

- B es comúnmente definido por la mutación 8281-8289d,[32] por lo que la mutación 12950 habría sido paralela del siguiente modo:

|                        | R11 (12950)                                                                    |
|                        |                                                                                |
| B (8281 <br /> ‑8289d) | \| \| B4 (16217) \| \| \| \| \| \| B5 \| \| \| \| \| \| B6 (12950) \| \| \| \| |
|                        | \| \| B4 (16217) \| \| \| \| \| \| B5 \| \| \| \| \| \| B6 (12950) \| \| \| \| |
|                        | R24                                                                            |
|                        |                                                                                |
|                        | B4 (16217)                                                                     |
|                        |                                                                                |
|                        | B5                                                                             |
|                        |                                                                                |
|                        | B6 (12950)                                                                     |
|                        |                                                                                |

|  | B4 (16217) |
|  |            |
|  | B5         |
|  |            |
|  | B6 (12950) |
|  |            |